# Intérieur au violon
Intérieur au violon est un tableau du peintre français Henri Matisse réalisé en 1918. Cette huile sur toile représente l'intérieur de la chambre occupée par l'artiste à l'hôtel Beau-Rivage de Nice, et en particulier un violon dans son étui devant une fenêtre à persiennes. L'œuvre est conservée au Statens Museum for Kunst, à Copenhague, au Danemark, depuis 1928.